# 布盧芒德 (堪薩斯州)
布盧芒德（英語：Blue Mound）是一個位於美國堪薩斯州林縣的城市。

## 地方資料
根據2020年美國人口普查的數據，布盧芒德的面積為1.65平方千米，當中陸地面積為1.65平方千米，而水域面積為0.00平方千米。當地共有人口219人，而人口密度為每平方千米132.73人。